# Jean Mermoz
Jean Mermoz (9. prosince 1901 – 7. prosince 1936) byl francouzský pilot, brán jako hrdina jinými piloty, jako byl Antoine de Saint-Exupéry, a ve své rodné Francii, kde po něm nese název mnoho škol. V Brazílii je také uznáván jako průkopnický letec.

## Kariéra
V roce 1920 se seznámil s Maxem Delbym, učitelem, který mu pomohl začít jeho leteckou kariéru, a díky kterému letěl v dubnu 1921 poprvé jako pilot. 

### Francouzské letectvo

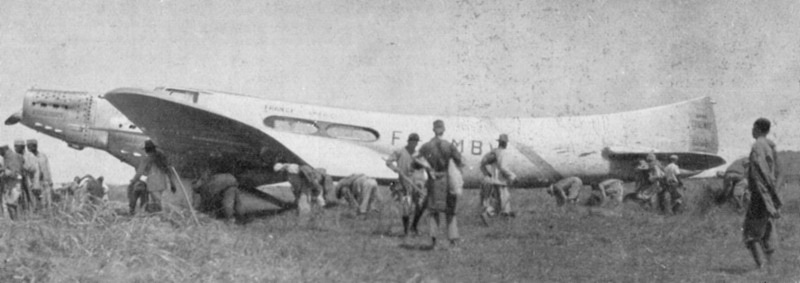
Couzinet 70, "Arc-en-Ciel", pilotován Mermozem

Mermoz se přidal do Francouzského letectva v roce 1922 a byl přidělen jako pilot do 11. pluku letectva do služby v Sýrii. V roce 1924 se vrátil do Francie poté, co byl jedním z nejúspěšnějších pilotů v syrských operacích. Mermoz se poté přestěhoval do Toulouse.

### Jako pilot v Latécoère (později Aéropostale)
Mermoz se stal pilotem letecké pošty, dá se říci leteckým pošťákem, u Groupe Latécoère a málem propadl u vstupních zkoušek, protože prováděl nebezpečné akrobatické kousky aby zapůsobil na ředitele Didiera Daurata. (Ředitel Daurat měl při té příležitosti jeden ze svých známých citátů: "Nepotřebujeme zde akrobaty, to už spíše řidiče autobusů"). Mermoz poté provedl zkušební let podle pravidel a byl okamžitě přijat. Zde (v Latécoère) se setkal se svým budoucím velkým přítelem Antoniem de Saint-Exupérym. Mermoz dále cestoval do Maroka, Senegalu a dalších afrických oblastí, mezi kterými doručoval poštu. 
V roce 1926 měl Mermoz vážnou leteckou nehodu, když se jeho letadlo zřítilo do Sahary. Poté byl zajat skupinou rebelujících Tuaregů, ale naštěstí byl později nalezen živý. 
V roce 1927 začal Latécoère vyrábět letadla vlastní konstrukce, která měla nahradit stárnoucí letouny Breguet 14 z první světové války. Latécoère 25 (nebo „Laté 25“) a později Latécoère 26 a Latécoère 28 se ukázaly jako efektivní letouny při létání z Maroka do Senegalu na různých trasách a samotný Mermoz létal s těmito typy na těchto trasách při mnoha příležitostech. 
Afrika měl být pro Mermozovu kariéru jen začátek. Projekt Latécoère měl vytvořit souvislou poštovní linku mezi Francií a Jižní Amerikou. V roce 1929 se ukázalo, že by pro Francii bylo ekonomicky reálné zřídit leteckou cestu do Jižní Ameriky, a tak Mermoz a další vytvářeli linky nad Andami. Navzdory tomu, že Mermoz zjistil, že letové podmínky nad Andami jsou těžké, stal se hlavním pilotem projektu, odhodlaný dosáhnout Tichého oceánu. Během té doby, aby ušetřil čas, se rozhodl létat v noci, v té době však ranveje byly pouze z hlíny a nebyly nijak osvětleny, takže tím začal další z Mermozových projektů, díky kterému musela mít všechna letiště povinně osvětlené ranveje. Mermozovi kolegové nechtěli noční lety přijmout, protože věděli, že i oni budou muset v noci létat. Nakonec se však po mnohých Mermozových testech a technických vylepšeních podvolili a noční létání se začalo stávat běžnou praktikou. 
S letem ze Saint-Louis v Senegalu do Natalu v Brazílii ve dnech 12.–13. května 1930 byla trať konečně kompletní. Upravený Laté 28 "Comte-de-la-Vaulx" se však neprokázal jako spolehlivý a nakonec s ním byl Mermoz nucen přistát v oceánu. Pošta i všichni lidé na palubě letadla přežili, ale letadlo se při pokusu o odtažení potopilo. 

### Konec Aéropostale a začátky v Air France
Po zrušení společnosti Aéropostale Francouzským ministerstvem letectví se přešlo na státem řízenou leteckou společnost Air France. Mnoho dobrých pilotů přišlo o práci v důsledku obměny vedení, ale největší ranou pro zbylé piloty byl vyhazov ředitele Didier Daurata, kterého nahradil v oboru neznalý, neznámý ředitel, který nijak nesdílel nadšení Antonia de Saint-Exupéryho, ani Jeana Mermoze, který ve společnosti zůstal pouze kvůli jeho vlivu na argentinské linky.
V roce 1933 byl Mermoz jmenován generálním inspektorem Air France. Téhož roku dorazil do Buenos Aires v Argentině, kde se on a Saint-Exupéry stali důležitými osobnostmi během "dětství" Aeroposta Argentina, která se později stala Aerolíneas Argentinas. Mermoz a Saint-Exupéry létali pro tehdy novou leteckou společnost mnoho nebezpečných letů. Stali se dvěma z nejdůležitějších mužů v historii argentinského komerčního letectví. Od roku 1934 do roku 1936 Mermoz létal na soukromých expedicích na letadlech Latécoère 300. S tímto typem podnikl 24 výprav. V roce 1935 létal také na letounech de Havilland DH.88 "Comet".

## Zmizení v moři a smrt
Dne 7. prosince 1936 se při plánovaném letu z Dakaru do brazilského Natalu vrátil krátce po vzletu, aby nahlásil problémový motor na svém Latécoère 300. Poté, co se dozvěděl, že bude muset čekat na přípravu dalšího, vzlétl po rychlé opravě znovu ve stejném letadle v obavě, že se zpozdí s doručením pošty. (Jeho poslední slova před nástupem do letadla byla "Rychle, už neztrácejme čas.")
O čtyři hodiny později přijala radiostanice krátkou zprávu, kde Mermoz hlásil, že musí vypnout napájení motoru na zádi na pravoboku. Zpráva byla náhle přerušena. Žádné další zprávy nebyly přijaty a ani Laté 300, ani posádka nebyly nikdy nalezeny.
Předpokládá se, že motor, který se snažili opravit, ztratil během letu vrtuli, a protože jde o jeden ze zadních motorů, uvolněná vrtule se buď vážně poškodila, nebo úplně rozřízla trup, což způsobilo, že letadlo ztratilo ocas a okamžitě havarovalo. Henri Guillaumet, jeden z Mermozových kolegů pilotů, se setkal se stejným problémem několik měsíců před tím, ale protože jeho vlastní motor byl na přední straně, rychlost letu byla dostatečná k udržení vrtule na místě až do přistání.

## Sabotáž "Jižního kříže"
V roce 1941 Vyšetřovací komise pro protinárodní aktivity parlamentu Uruguaye po udání podaných před náměstkem Tomasem Brenou a Juliem Iturbidem tvrdila, že poslední dva letecké lety Air France, s následkem smrti Collenota a později Mermoze, byly sabotovány nacistickou 5. národní socialistickou stranou v Urugua. Letecké vaky pošty přepravily technicko-ekonomické návrhy na nabídkové řízení tzv. Obra del Río Negro v Uruguayi, mezinárodního tendru uskutečněného ve třech výzvách v roce 1936, na stavbu vodní elektrárny Rincón del Bonete. Do výběrového řízení byly doručeny pouze nabídky nebo návrhy od konsorcia Siemens Bauunion a Philipp Holzmann AG v Německu a ŠKODA WORKS z Československa. Tento a další triky, jako jsou falešné zprávy a úplatky, použilo nacistické Německo, aby se zbavilo ostatních probíhajících návrhů a přimělo nabídku k prohlášení za neplatnou.

## Zajímavosti
Na jeho počest je pojmenována třída v Lyonu (Avenue Jean Mermoz) a stanice metra (Mermoz-Pinel) na lince D. V roce 1937 byl Mermoz oceněn sérií dvou francouzských poštovních známek s jeho podobiznou. Byla po něm pojmenována silnice v Paříži (rue Jean Mermoz), mezi Champs Elysées a rue Saint-Honoré.Škola pro výcvik pilotů v Rungis se jmenuje Institut aéronautique Jean Mermoz. Francouzské město Toulouse má na jeho počest pojmenovanou silnici (rue Jean Mermoz) a stanici metra na lince A (Métro Mermoz). Velká abstraktní ocelová socha připomínající Mermoze a piloty Aéropostale byla vztyčena v městském parku Jardin Royal v roce 2001. Po něm byla pojmenována francouzská zaoceánská loď Jean Mermoz postavená v roce 1955.